# Lijst van nummer 1-hits in de Nederlandse Top 40 in 1975
Deze hits stonden in 1975 op nummer 1 in de Nederlandse Top 40.
| Nummer | Datum        | Artiest                     | Titel                                                   |
| ------ | ------------ | --------------------------- | ------------------------------------------------------- |
| 145    | 4 januari    | Mud                         | Lonely This Christmas                                   |
| 146    | 11 januari   | Billy Swan                  | I Can Help                                              |
|        | 18 januari   | Billy Swan                  | I Can Help                                              |
|        | 25 januari   | Billy Swan                  | I Can Help                                              |
| 147    | 1 februari   | Labelle                     | Lady Marmalade (Voulez vous coucher avec moi (ce soir)? |
|        | 8 februari   | Labelle                     | Lady Marmalade (Voulez vous coucher avec moi (ce soir)? |
|        | 15 februari  | Labelle                     | Lady Marmalade (Voulez vous coucher avec moi (ce soir)? |
|        | 22 februari  | Labelle                     | Lady Marmalade (Voulez vous coucher avec moi (ce soir)? |
| 148    | 1 maart      | Joey Dyser                  | 100 Years                                               |
|        | 8 maart      | Joey Dyser                  | 100 Years                                               |
|        | 15 maart     | Joey Dyser                  | 100 Years                                               |
| 149    | 22 maart     | Shirley & Company           | Shame, Shame, Shame                                     |
|        | 29 maart     | Shirley & Company           | Shame, Shame, Shame                                     |
| 150    | 5 april      | Johnny & Orquesta Rodrigues | Hey mal yo                                              |
|        | 12 april     | Johnny & Orquesta Rodrigues | Hey mal yo                                              |
| 151    | 19 april     | George Baker Selection      | Paloma Blanca                                           |
|        | 26 april     | George Baker Selection      | Paloma Blanca                                           |
|        | 3 mei        | George Baker Selection      | Paloma Blanca                                           |
| 152    | 10 mei       | Roger Glover and Guests     | Love Is All                                             |
|        | 17 mei       | Roger Glover and Guests     | Love Is All                                             |
|        | 24 mei       | Roger Glover and Guests     | Love Is All                                             |
| 153    | 31 mei       | Jim Gilstrap                | Swing Your Daddy                                        |
|        | 7 juni       | Jim Gilstrap                | Swing Your Daddy                                        |
| 154    | 14 juni      | Moments & Whatnauts         | Girls                                                   |
|        | 21 juni      | Moments & Whatnauts         | Girls                                                   |
| 155    | 28 juni      | Barry & Eileen              | If You Go                                               |
|        | 5 juli       | Barry & Eileen              | If You Go                                               |
|        | 12 juli      | Barry & Eileen              | If You Go                                               |
| 156    | 19 juli      | Tammy Wynette               | Stand By Your Man                                       |
|        | 26 juli      | Tammy Wynette               | Stand by Your Man                                       |
| 157    | 2 augustus   | Kamahl                      | The Elephant Song                                       |
|        | 9 augustus   | Kamahl                      | The Elephant Song                                       |
|        | 16 augustus  | Kamahl                      | The Elephant Song                                       |
|        | 23 augustus  | Kamahl                      | The Elephant Song                                       |
|        | 30 augustus  | Kamahl                      | The Elephant Song                                       |
| 158    | 6 september  | Rod Stewart                 | Sailing                                                 |
|        | 13 september | Rod Stewart                 | Sailing                                                 |
|        | 20 september | Rod Stewart                 | Sailing                                                 |
|        | 27 september | Rod Stewart                 | Sailing                                                 |
| 159    | 4 oktober    | Alexander Curly             | Guus                                                    |
|        | 11 oktober   | Alexander Curly             | Guus                                                    |
|        | 18 oktober   | Alexander Curly             | Guus                                                    |
| 160    | 25 oktober   | Hank the Knife & the Jets   | Stan the Gunman                                         |
| 161    | 1 november   | George Baker Selection      | Morning Sky                                             |
|        | 8 november   | George Baker Selection      | Morning Sky                                             |
| 162    | 15 november  | Dave                        | Dansez maintenant                                       |
|        | 22 november  | Dave                        | Dansez maintenant                                       |
| 163    | 29 november  | KC & the Sunshine Band      | That's the Way (I Like It)                              |
|        | 6 december   | KC & the Sunshine Band      | That's the Way (I Like It)                              |
| 164    | 13 december  | Pussycat                    | Mississippi                                             |
|        | 20 december  | Pussycat                    | Mississippi                                             |
|        | 27 december  | Pussycat                    | Mississippi                                             |